# Asian Federation of American Football
La Fédération Asiatique de football américain (AFAF) est l'organe directeur du football américain en Asie. C'est un membre de la Fédération internationale de football américain. La plus ancienne des fédérations est la Fédération du Japon de football américain (JAFA), qui a été fondée en 1934. Le siège de l'AFAF est situé dans la ville de Koweït, dans l'état homonyme.

## Membres

### Membres actuels
- Arabie saoudite
- Corée du Sud
- Émirats arabes unis
- Inde
- Israël
- Japon
- Koweït
- Mongolie
- Philippines
- Qatar
- Thaïlande